# Slaget vid Zephath
Slaget vid Zephath var ett slag som enligt gamla testamentet utspelade sig i Zephathdalen vid staden Maresha mellan Juda rike under kung Asa och en blandad armé av kushiter och egyptier under etiopiern Zerah. Slaget skall ha skett någon gång mellan 911 och 870 f.Kr. vilket tyder på att Zerah kan ha varit farao Osorkon I eller Osorkon II. 
Vad som skedde i slaget beskrivs inte men Asa's armé skall ha segrat totalt över de egyptiska styrkorna vilket andra krönikeboken menar berodde på gudomligt ingripande. Asa's trupper lyckades även komma över ett stort krigsbyte och de jagade den krossade fiendearmén ända till kuststaden Gerar där de avbröt jakten på grund av utmattning. Slaget skall ha resulterat i fred mellan Egypten och kungadömet Juda som varade i några århundraden tills kung Josia's tid då Egypten än en gång invaderade Juda. Huruvida slaget verkligen inträffat är oklart och inga egyptiska källor nämner det eller en kananitisk kampanj under perioden. Egypterna tenderade dock att endast skriva ned segrar. Liksom typiskt för gamla skrifter verkar antalet trupper vid slaget kraftigt överdrivet.  